# Estación de Martorell Central (Rodalies de Catalunya)
Martorell Central (antes Martorell) es una estación ferroviaria situada en el municipio homónimo. Es cabecera de la línea R8 y forma parte de la línea R4 de cercanías de Barcelona de Rodalies de Catalunya. Es la estación principal del municipio de Martorell, aunque no la única, pues tiene dos más de FGC, Martorell Enlace y Martorell Central (FGC). La actual estación de FGC (anexa a la de Adif) se reinauguró en 2007 con ocasión de la construcción de la LAV, sustituyendo a la anterior al variar el trazado.

## Situación ferroviaria
La estación se encuentra en el punto kilométrico 73,2 de la línea férrea de ancho ibérico San Vicente de Calders-Hospitalet a 50,9 metros de altitud, entre las estaciones de Gélida y Castellbisbal. El tramo es de vía doble y está electrificado. Siguiendo la nomenclatura de Adif, la estación se encuentra en la línea 240.

## Historia

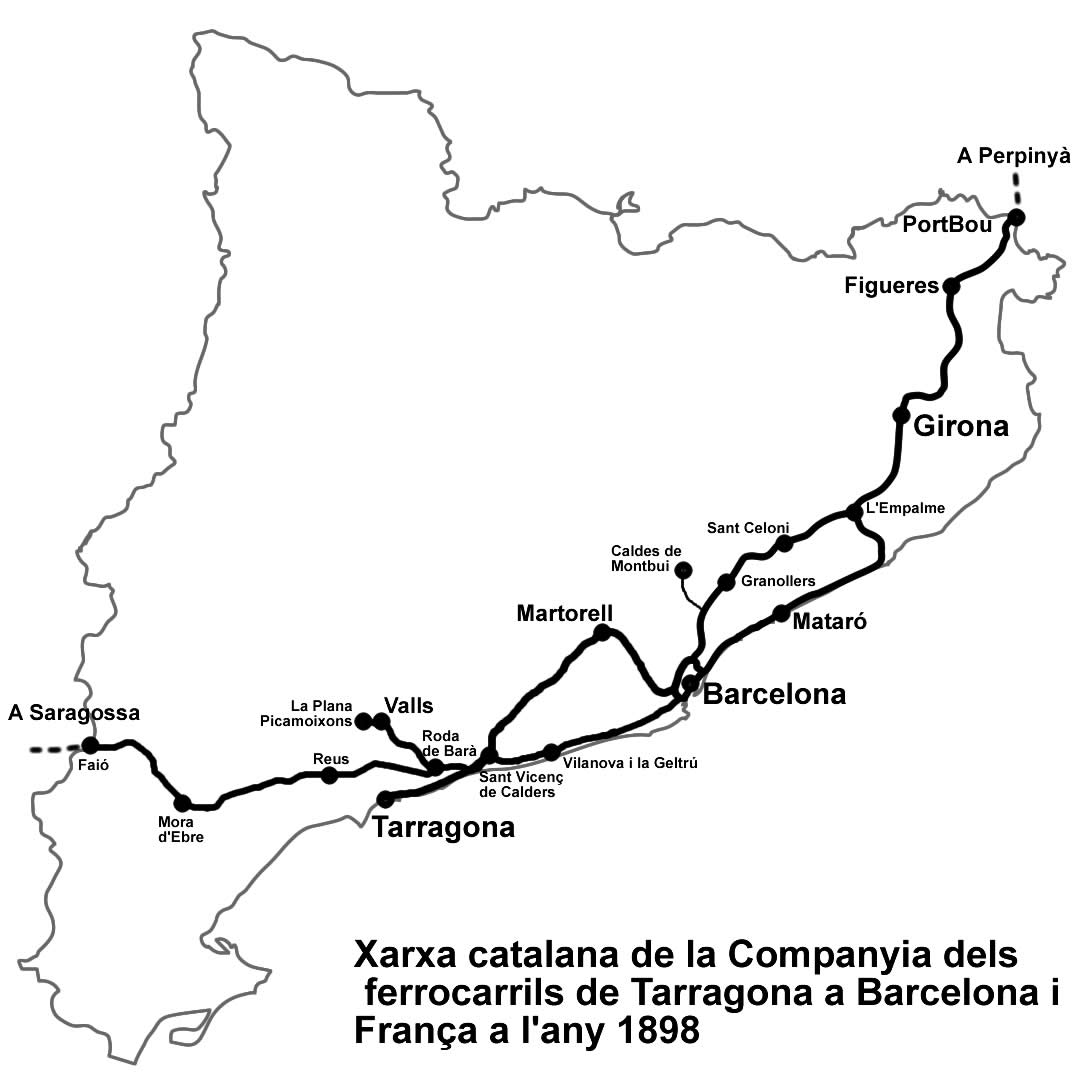
Red de la Compañía de los Ferrocarriles de Tarragona a Barcelona y Francia en 1898 en Cataluña

La estación fue abierta al tráfico el 25 de mayo de 1865 con la puesta en marcha del tramo de 1,3 km entre Corominas y Martorell en la línea Martorell-Barcelona. Las obras corrieron a cargo de la compañía Caminos de Hierro del Centro (CHC) conocida también como Compañía del Ferrocarril de Tarragona a Martorell y Barcelona (TMB)
Esta compañía ferroviaria hizo llegar el tren a Castellbisbal el 10 de noviembre de 1856, con la puesta en servicio de la línea de Molins de Rey hasta justo antes de cruzar el río Llobregat, en la otra orilla de Martorell. El 23 de junio de 1859 se acabó el puente metálico que permitía llegar al núcleo de Martorell. La línea completa a Tarragona se terminaría el 15 de abril de 1865.
En 1875, la Compañía de los Ferrocarriles de Tarragona a Barcelona y Francia (TBF), fundada el 10 de diciembre del mismo año, adquiere la línea. Dicha compañía ferroviaria fue creada por la fusión de los Caminos de Hierro de Barcelona a Francia por Figueras (BFF) y la Compañía del Ferrocarril de Tarragona a Martorell y Barcelona (TMB), titular de la línea hasta entonces.
El 2 de junio de 1891 se firma el convenio de fusión de TBF y Madrid Zaragoza y Alicante (MZA). En 1893 se inauguró la línea del Ferrocarril Central Catalán de Martorell-Central a Igualada, convirtiéndose desde entonces en la estación de Martorell un punto de conexión entre la red de vía de ancho ibérico y la ancho métrico. El 1 de enero de 1898 se oficializa la integración la TBF en la MZA, aunque mantienen cierta autonomía organizativa hasta 1925. En 1929 se construía el edificio de viajeros de la estación de Martorell, aún existente hoy en día. En 1941, la nacionalización del ferrocarril en España supuso la integración de las diferentes compañías que operaban en la estación en la recién creada RENFE. 
En 1957 se electrificaba la línea. En 1960 se construía un nuevo puente sobre el Llobregat y en 1978 se cubría la trinchera por donde discurría el ferrocarril por la ciudad, aprovechando las obras de duplicación de la vía. En 1985 se finalizaba la doble la vía entre Castellbisbal y Martorell y un año después hasta San Vicente de Calders.
Desde el 31 de diciembre de 2004 Renfe Operadora explota la línea mientras que Adif es la titular de las instalaciones ferroviarias.
El 20 de mayo de 2007 se ponía en servicio la renovada estación de Martorell Central de FGC para viajeros justo al lado de la de vía de ancho ibérico. En 2010 se completaba la mejora de la accesibilidad a la estación, con el recrecimiento de andenes y un nuevo paso inferior con ascensores. Queda aún pendiente la mejora del enlace con la estación de FGC de Martorell Central a través de un nuevo edificio sobre el túnel.

## La estación[4]

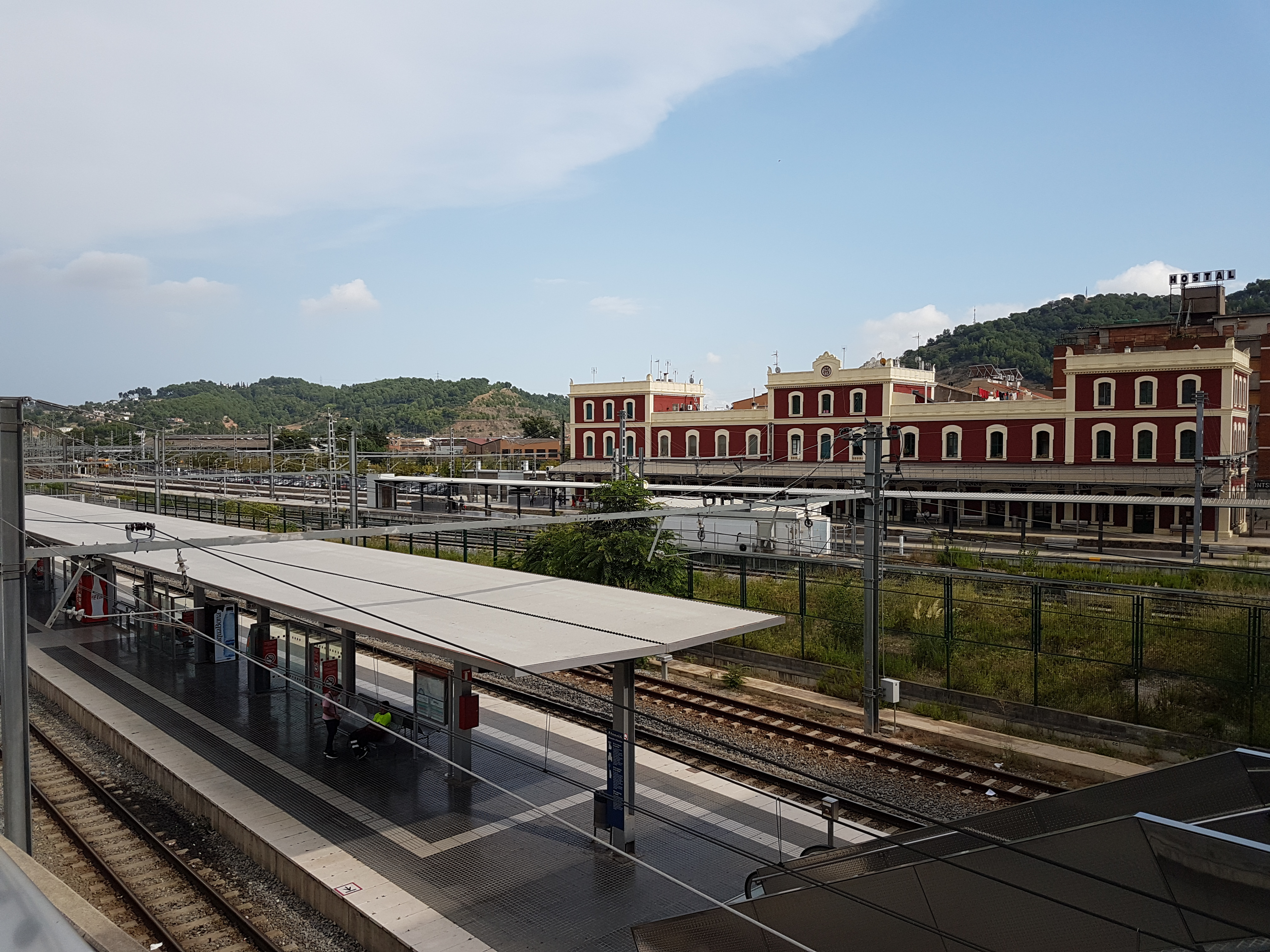
Edificio de viajeros en 2018, visto desde la estación de ancho métrico de FGC anexa

Está situada en el núcleo urbano de la localidad, muy cerca de la confluencia de los ríos Noya y Llobregat. La estación de Martorell actual consta de las dos vías generales (vías 1 y 2), una vía derivada (vía 3) y cinco vías muertas (vías 4, 6, 8, 5 y 7), además de otras vías muertas auxiliares que se utilizan en menor grado. Hay un total de tres andenes, situados de manera lateral en las dos vías generales 1 y 2 (que disponen de marquesinas metálicas que las cubren parcialmente) y otra entre las vías 6 y 8. Así, las vías que están servidas por andenes son las 1-3, 2-4 y 6-8. El enlace entre los andenes de las vías generales se realiza a través de un paso subterráneo con escaleras fijas y ascensor. 
El edificio de viajeros se sitúa a la izquierda de las vías (mirando sentido Villafranca) y es de grandes dimensiones con tres cuerpos de tres plantas, unidos por tramos de dos plantas. En la planta baja del edificio de viajeros se sitúa el vestíbulo con máquinas de venta automática de billetes, barreras tarifarias de control de acceso a los andenes, una cafetería y el gabinete de circulación, entre otras dependencias. A la salida de la estación de Martorell dirección Barcelona está el ramal de mercancías hacia la factoría Solvay, ramal por el que también circulan los trenes de ancho métrica de FGC. De hecho la estación de FGC de Martorell-Central se sitúa en paralelo a la de la red de vía de ancho ibérico, estando en construcción un verdadero intercambiador entre las dos líneas. A la salida de Martorell dirección Vilafranca hay otro ramal de mercancías, el de la fábrica de coches SEAT. Completan las instalaciones de la estación de Martorell un park&ride situado en la antigua zona de mercancías totalmente rehabilitada y acondicionada como aparcamiento. En Martorell también se conserva la antigua cochera de MZA construida en 1912, que se encuentra rehabilitada y donde se conservan varios trenes históricos en el denominado Parque Ferroviario de Martorell (PFM). La exposición de material, donde destacan la locomotora de vapor, de rodaje 2-4-0, ex Oeste 1015 (posterior RENFE 240-2215) y la locomotora diésel 10825 "Ye-yé", celebró algunas jornadas de puertas abiertas a finales de 2016 y primeros de 2017.

## Servicios ferroviarios
Carece en la actualidad de servicios que no sean de cercanías, si bien durante el corte que se produjo en la línea R2 (2007) los servicios de Media Distancia fueron desviados por la línea de Villafranca los fines de semana, cuando la línea tenía capacidad suficiente para dar acoger a dichas circulaciones pasando por esta estación sin efectuar parada. Así mismo se desviaron aquellos servicios de Larga Distancia que no finalizaban recorrido en Tarragona o Campo de Tarragona.
La estación hace de intercambiador con la vecina estación de ferrocarril de ancho métrico de Martorell-Central, ofreciendo servicios suburbanos con las líneas S4 y S8 y de cercanías con las líneas R5/R50 y R6/R60 en la línea Llobregat-Noya de FGC.
| << cabecera                                    | < estación | línea | estación >    | cabecera >>       |
| ---------------------------------------------- | ---------- | ----- | ------------- | ----------------- |
| Rodalies de Catalunya de Renfe                 |            |       |               |                   |
| San Vicente de Calders Villafranca del Panadés | Gélida     |       | Castellbisbal | Manresa Tarrasa   |
| terminal                                       |            |       | Castellbisbal | Manresa Tarrasa   |
| terminal                                       | terminal   |       | Castellbisbal | Granollers Centro |